# Małgorzata Materniak-Pawłowska
Małgorzata Materniak-Pawłowska (ur. 10 lutego 1971 w Poznaniu, zm. 18 maja 2023 tamże) – polska prawnik, doktor habilitowana nauk prawnych, specjalizowała się w historii ustroju Polski (w szczególności w obszarze wymiaru sprawiedliwości II Rzeczypospolitej), była profesorem nadzwyczajnym Uniwersytetu im. Adama Mickiewicza w Poznaniu.

## Życiorys
Córka Jana i Aliny. Studia na Wydziale Prawa i Administracji UAM ukończyła w 1995. Stopień doktorski uzyskała w 2001 na podstawie pracy pt. Ustrój sądownictwa powszechnego w II Rzeczypospolitej (promotorem był Krzysztof Krasowski). Po doktoracie otrzymała stanowisko adiunkta na macierzystym wydziale. Habilitowała się w 2010 na podstawie oceny dorobku naukowego i rozprawy Adwokatura II Rzeczypospolitej. Zagadnienia prawno-ustrojowe. Pracowała jako profesor nadzwyczajny w Katedrze Historii Ustroju Państwa na Wydziale Prawa i Administracji UAM. Wykładała historię: prawa publicznego, ustroju sądownictwa powszechnego w Polsce oraz ustroju adwokatury. Zajęcia prowadziła także w Collegium Polonicum w Słubicach.
Była członkiem Poznańskiego Towarzystwa Przyjaciół Nauk. Od 2014 była redaktorem  naczelnym „Czasopisma Prawno-Historycznego”.
Została pochowana na Cmentarzu Junikowo w Poznaniu.

## Wybrane publikacje
- Ustrój sądownictwa powszechnego w II Rzeczypospolitej, Poznań 2003
- Wydział Prawa i Administracji w latach 1990-2004, [w:] Zarys dziejów Wydziału Prawa Uniwersytetu w Poznaniu 1919-2004, pod red. K. Krasowskiego, Poznań 2004, s. 247-289
- Adwokatura II Rzeczypospolitej. Zagadnienia prawno-ustrojowe, Poznań 2009
- ponadto rozdziały w pracach zbiorowych i artykuły w czasopismach prawniczych, m.in. w „Czasopiśmie Prawno-Historycznym”[3]